# Corral de Calatrava
Corral de Calatrava ist ein zentralspanischer Ort und eine Gemeinde (municipio) mit 1.128 Einwohnern (Stand: 2024) im Zentrum der Provinz Ciudad Real in der autonomen Region Kastilien-La Mancha.

## Lage und Klima
Corral de Calatrava liegt in der weitgehend ebenen und wasserarmen Landschaft von La Mancha knapp 19 Kilometer (Fahrtstrecke) südwestlich der Provinzhauptstadt Ciudad Real bzw. ca. 230 km südsüdwestlich von Madrid in einer Höhe von ca. 660 m.
Das Klima ist gemäßigt bis heiß; der eher spärliche Regen (ca. 454 mm/Jahr) fällt – mit Ausnahme der zumeist eher trockenen Sommermonate – verteilt übers Jahr.

## Bevölkerungsentwicklung
| Jahr      | 1970 | 1981 | 1991 | 2001 | 2011 | 2021 |
| Einwohner | 1860 | 1362 | 1381 | 1283 | 1172 | 1102 |

Trotz der Mechanisierung der Landwirtschaft, der Aufgabe bäuerlicher Kleinbetriebe („Höfesterben“) und dem daraus resultierenden Verlust von Arbeitsplätzen ist die Einwohnerzahl der Gemeinde in der zweiten Hälfte des 20. Jahrhunderts gesunken.

## Sehenswürdigkeiten
- Marienkirche (Iglesia de Nuestra Señora de la Anunciación)

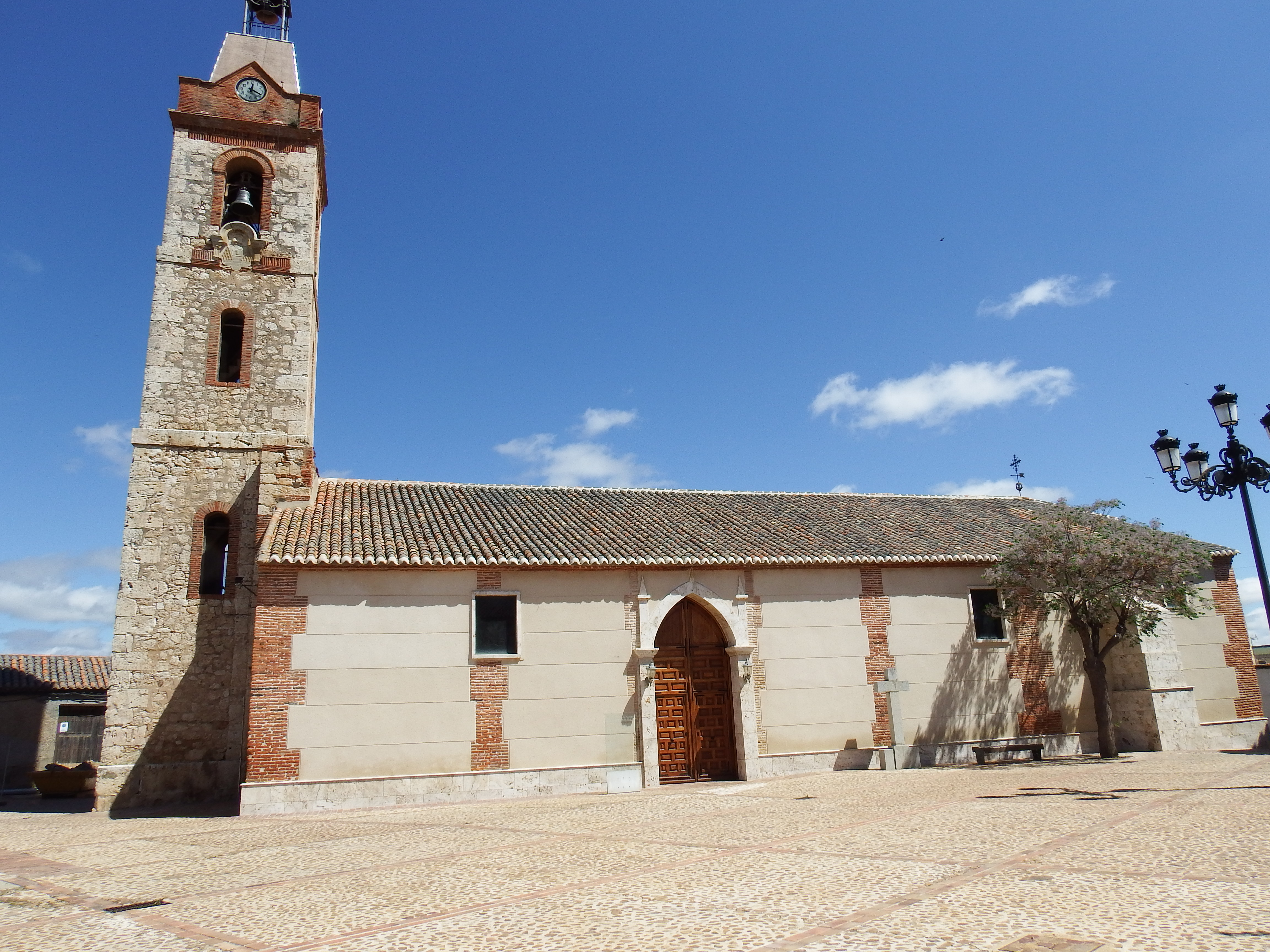
Marienkirche
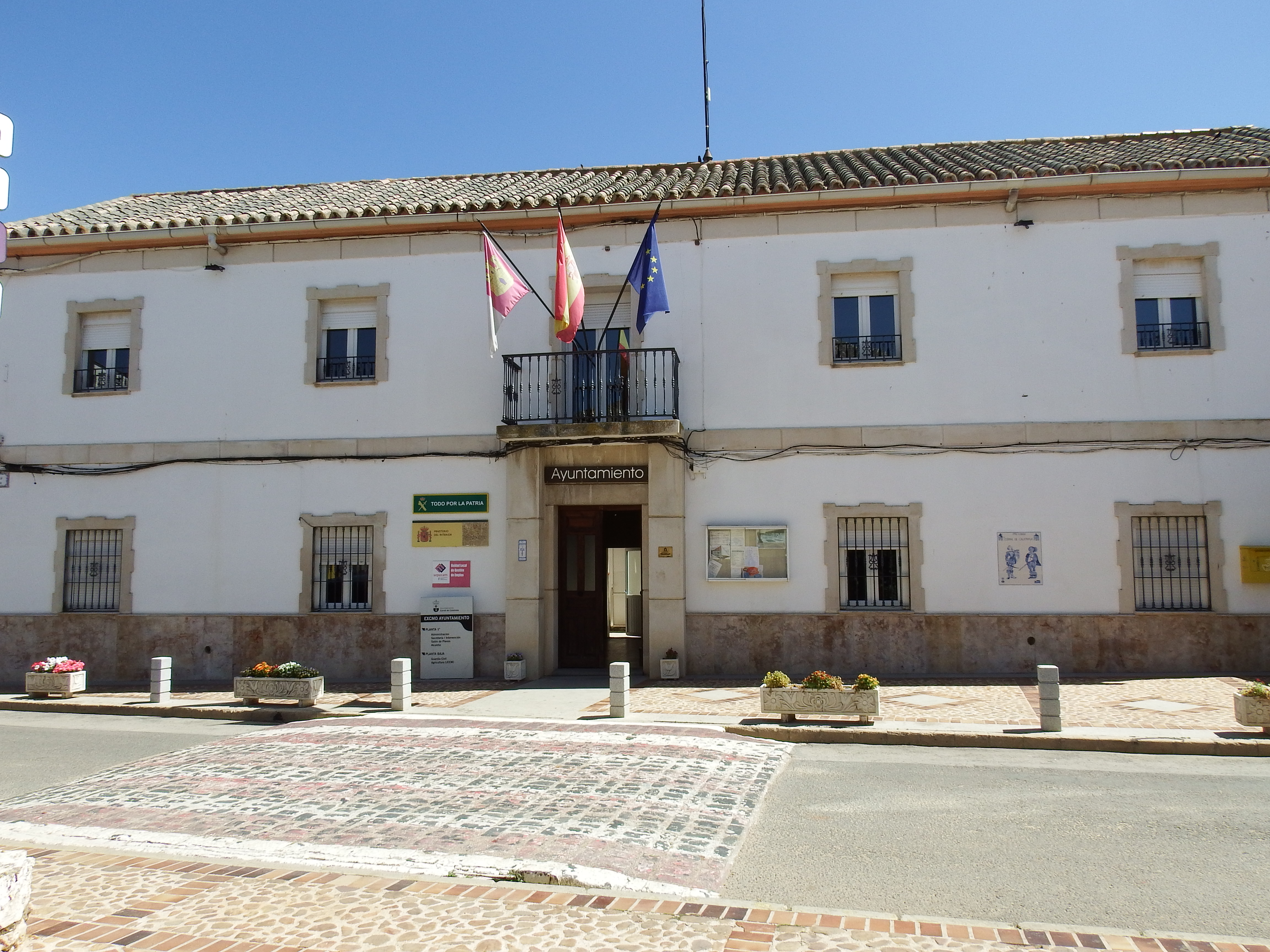
Rathaus

## Persönlichkeiten
- Antolín Monescillo y Viso (1811–1897), Bischof von Calahorra y La Calzada-Logroño (1861–1865), Bischof von Jaén (1865–1877), Erzbischof von Valencia (1877–1892), Erzbischof von Toledo (1892–1897), Kardinal ab 1884